# Pseudicius vestjensi
Pseudicius vestjensi är en spindelart som först beskrevs av Zabka 1993.  Pseudicius vestjensi ingår i släktet Pseudicius och familjen hoppspindlar. Inga underarter finns listade i Catalogue of Life.